# Billboard Music Awards de 2020
O Billboard Music Awards de 2020 foi realizado em 14 de outubro de 2020, no Dolby Theatre, em Los Angeles, nos Estados Unidos. A cerimônia foi transmitida ao vivo pela rede NBC, e contou com a cantora estadunidense Kelly Clarkson como apresentadora, pelo terceiro ano consecutivo.
A premiação estava originalmente agendada para ocorrer em 29 de abril, mas foi posteriormente adiada devido à pandemia de COVID-19. Os indicados foram anunciados em 22 de setembro de 2020. Garth Brooks irá receber o Prêmio Ícone. A primeira leva de artistas que irão se apresentar foi anunciada em 29 de setembro.

## Performances
| Artista                             | Canção(ões) | Apresentado por |
| ----------------------------------- | --- | --------------- |
| Kelly Clarkson Pentatonix Sheila E. | "Higher Love" | —               |
| Sia                                 | "Courage to Change" | Nicole Richie   |
| Kane Brown Swae Lee Khalid          | "Be Like That" | Kelly Clarkson  |
| Alicia Keys                         | "Love Looks Better" | Kelly Clarkson  |
| Luke Combs                          | "Better Together" | Jane Lynch      |
| Post Malone[a] Tyla Yaweh           | "Circles" "Tommy Lee" | Kelly Clarkson  |
| Brandy                              | "Borderline" "Almost Doesn't Count" "No Tomorrow, pt 2." (com Ty Dolla Sign)                                                                           | Kelly Clarkson  |
| John Legend                         | "Never Break" | Kelly Clarkson  |
| Bad Bunny Ivy Queen Nesi            | "Yo Perreo Sola" | Twitch          |
| Doja Cat                            | "Juicy" Say So" Like That" | Kelly Clarkson  |
| Garth Brooks                        | Medley: "The Thunder Rolls" "Callin' Baton Rouge" "The River" "Standing Outside the Fire" "That Summer" "Dive Bar" "Friends in Low Places" "The Dance" | Cher            |
| Saint Jhn                           | "Roses" | Kelly Clarkson  |
| Demi Lovato                         | "Commander in Chief" | Kelly Clarkson  |
| BTS[b]                              | "Dynamite" | Kelly Clarkson  |
| En Vogue                            | "Free Your Mind" | Kelly Clarkson  |

Notas
- ↑[a]  Pré-gravado na pedreira P.W. Gillibrand Co. Silver Sand, em Simi Valley, Califórnia, nos Estados Unidos.
- ↑[b]  Pré-gravado em Seul, Coreia do Sul.

## Indicados
Os indicados foram anunciados em uma série de posts no Twitter, em 22 de setembro de 2020. Post Malone é o artista mais indicado, com 16 indicações, seguido por Lil Nas X, com 13, e Khalid e Billie Eilish, com 12.
| Melhor Artista (apresentado por Taraji P. Henson) | Artista Revelação | Desempenho na Parada da Billboard (votado pelos fãs) (apresentado por Addison Rae ) |
| --- | --- | --- |
| - Post Malone - Billie Eilish - Jonas Brothers - Khalid - Taylor Swift | - Billie Eilish - DaBaby - Lil Nas X - Lizzo - Roddy Ricch | - Harry Styles - Mariah Carey - Luke Combs - Lil Nas X - Taylor Swift |
| Melhor Cantor (apresentado por Lilly Singh) | Melhor Cantora (apresentado por Jharrel Jerome) | Melhor Dupla/Grupo |
| - Post Malone - DaBaby - Khalid - Lil Nas X - Ed Sheeran | - Billie Eilish - Ariana Grande - Halsey - Lizzo - Taylor Swift | - Jonas Brothers - BTS - Dan + Shay - Maroon 5 - Panic! at the Disco |
| Melhor Artista da Billboard 200 | Melhor Artista da Hot 100 | Melhor Artista de Streaming |
| - Post Malone - Drake - Billie Eilish - Khalid - Taylor Swift | - Post Malone - DaBaby - Billie Eilish - Khalid - Lil Nas X | - Post Malone - DaBaby - Billie Eilish - Lil Nas X - Travis Scott |
| Artista com Mais Canções Vendidas (apresentado por Sheila E.) | Melhor Artista das Rádios | Melhor Artista Social (votado pelos fãs) (apresentado por Spencer X) |
| - Lizzo - Billie Eilish - Lil Nas X - Post Malone - Taylor Swift | - Jonas Brothers - Khalid - Lizzo - Shawn Mendes - Post Malone | - BTS - Billie Eilish - EXO - Got7 - Ariana Grande |
| Melhor Artista em Turnê | Melhor Artista de R&B (apresentado por Jay Ellis) | Melhor Cantor de R&B |
| - P!nk - Elton John - Metallica - The Rolling Stones - Ed Sheeran | - Khalid - Chris Brown - Lizzo - Summer Walker - The Weeknd | - Khalid - Chris Brown - The Weeknd |
| Melhor Cantora de R&B | Melhor Turnê de R&B | Melhor Artista de Rap |
| - Summer Walker - Beyoncé - Lizzo | - Khalid - B2K - Janet Jackson | - Post Malone - DaBaby - Juice Wrld - Lil Nas X - Roddy Ricch |
| Melhor Cantor de Rap | Melhor Cantora de Rap | Melhor Turnê de Rap |
| - Post Malone - DaBaby - Lil Nas X | - Cardi B - City Girls - Megan Thee Stallion | - Post Malone - Drake - Travis Scott |
| Melhor Artista de Country (apresentado por Jane Lynch) | Melhor Cantor de Country | Melhor Cantora de Country |
| - Luke Combs - Kane Brown - Dan + Shay - Maren Morris - Thomas Rhett | - Luke Combs - Kane Brown - Thomas Rhett | - Maren Morris - Kacey Musgraves - Carrie Underwood |
| Melhor Dupla/Grupo de Country | Melhor Turnê de Country | Melhor Artista de Rock |
| - Dan + Shay - Florida Georgia Line - Old Dominion | - George Strait - Eric Church - Florida Georgia Line | - Panic! at the Disco - Imagine Dragons - Tame Impala - Tool - Twenty One Pilots |
| Melhor Turnê de Rock | Melhor Artista Latino (apresentado por Twitch) | Melhor Artista de Dance/Eletrônica |
| - Elton John - Metallica - The Rolling Stones | - Bad Bunny - Anuel AA - J Balvin - Ozuna - Romeo Santos | - The Chainsmokers - Avicii - DJ Snake - Illenium - Marshmello |
| Melhor Artista Cristão (apresentado por Garcelle Beauvais) | Melhor Artista Gospel | Melhor Álbum da Billboard 200 (apresentado por Nicole Richie) |
| - Lauren Daigle - Elevation Worship - For King & Country - Hillsong United - Kanye West | - Kanye West - Kirk Franklin - Koryn Hawthorne - Tasha Cobbs Leonard - Sunday Service Choir | - Billie Eilish – When We All Fall Asleep, Where Do We Go? - Ariana Grande – Thank U, Next - Khalid – Free Spirit - Post Malone – Hollywood's Bleeding - Taylor Swift - Lover                                                |
| Melhor Trilha Sonora | Melhor Álbum de R&B | Melhor Álbum de Rap |
| - Frozen 2 - Aladdin - Descendants 3 - Melanie Martinez – K-12 - Mötley Crüe – The Dirt – Confissões do Mötley Crüe | - Khalid – Free Spirit - Beyoncé – Homecoming: The Live Album - Justin Bieber – Changes - Chris Brown – Indigo - Summer Walker – Over It | - Post Malone – Hollywood's Bleeding - DaBaby – Kirk - Juice Wrld – Death Race for Love - - Roddy Ricch – Please Excuse Me for Being Antisocial - Young Thug – So Much Fun                                                   |
| Melhor Álbum de Country | Melhor Álbum de Rock | Melhor Álbum Latino |
| - Luke Combs – What You See Is What You Get - Kane Brown – Experiment - Maren Morris – Girl - Thomas Rhett – Center Point Road - Morgan Wallen – If I Know Me | - Tool – Fear Inoculum - The Lumineers – III - Slipknot – We Are Not Your Kind - Tame Impala – The Slow Rush - Vampire Weekend – Father of the Bride | - J Balvin & Bad Bunny – Oasis - Farruko – Gangalee - Maluma – 11:11 - Romeo Santos – Utopía - Sech – Sueños |
| Melhor Álbum de Dance/Eletrônica | Melhor Álbum Cristão | Melhor Álbum Gospel |
| - Marshmello – Marshmello: Fortnite Extended Set - Avicii – Tim - The Chainsmokers – World War Joy - Illenium – Ascend - Alan Walker – Different World | - Kanye West – Jesus Is King - Bethel Music – Victory - Casting Crowns – Only Jesus - Hillsong United – People - Skillet – Victorious | - Kanye West – Jesus Is King - Kirk Franklin – Long, Live, Love - Donald Lawrence & The Tri-City Singers – Goshen - William McDowell – The Cry: A Live Worship Experience - Sunday Service Choir – Jesus Is Born             |
| Melhor Canção da Hot 100 (apresentado por Julia Michaels) | Melhor Canção de Streaming | Canção Mais Vendida |
| - Lil Nas X (com part. de Billy Ray Cyrus) – "Old Town Road" - Lewis Capaldi – "Someone You Loved" - Billie Eilish – "Bad Guy" - Lizzo – "Truth Hurts" - Shawn Mendes & Camila Cabello – "Señorita"                                                                           | - Lil Nas X (com part. de Billy Ray Cyrus) – "Old Town Road" - Chris Brown (com part. de Drake) – "No Guidance" - Billie Eilish – "Bad Guy" - Lil Tecca – "Ransom " - Post Malone & Swae Lee – "Sunflower"                                                                   | - Lil Nas X (com part. de Billy Ray Cyrus) – "Old Town Road" - Lewis Capaldi – "Someone You Loved" - Billie Eilish – "Bad Guy" - Lizzo – "Truth Hurts" - Blake Shelton – "God's Country"                                     |
| Melhor Canção das Rádios | Melhor Colaboração (votado pelos fãs) | Melhor Canção de R&B |
| - Jonas Brothers – "Sucker" - Lewis Capaldi – "Someone You Loved" - Khalid – "Talk" - Lizzo – "Truth Hurts" - Ed Sheeran & Justin Bieber – "I Don't Care" | - Shawn Mendes & Camila Cabello – "Señorita" - Chris Brown (com part. de Drake) – "No Guidance" - Lil Nas X (com part. de Billy Ray Cyrus) – "Old Town Road" - Post Malone & Swae Lee – "Sunflower" - Ed Sheeran & Justin Bieber – "I Don't Care"                            | - Khalid – "Talk" - Chris Brown (com part. de Drake) – "No Guidance" - Doja Cat & Tyga – "Juicy" - Lizzo – "Good as Hell" - The Weeknd – "Heartless"                                                                         |
| Melhor Canção de Rap | Melhor Canção de Country | Melhor Canção de Rock |
| - Lil Nas X (com part. de Billy Ray Cyrus) – "Old Town Road" - Lil Tecca – "Ransom " - Lizzo – "Truth Hurts" - Post Malone & Swae Lee – "Sunflower" - Post Malone – "Wow" | - Dan + Shay com Justin Bieber – "10,000 Hours" - Maren Morris – "The Bones " - Old Dominion – "One Man Band" - Blake Shelton – "God's Country" - Morgan Wallen – "Whiskey Glasses"                                                                                          | - Panic! at the Disco – "Hey Look Ma, I Made It" - Imagine Dragons – "Bad Liar" - Machine Gun Kelly x Yungblud x Travis Barker – "I Think I'm Okay" - Twenty One Pilots – "Chlorine" - Twenty One Pilots – "The Hype"        |
| Melhor Canção Latina | Melhor Canção de Dance/Eletrônica | Melhor Canção Cristã |
| - Daddy Yankee (com part. de Snow) – "Con Calma" - Anuel AA, Daddy Yankee, Karol G, Ozuna & J Balvin – "China" - Bad Bunny & Tainy – "Callaíta" - Jhay Cortez, J Balvin, & Bad Bunny – "No Me Conoce" - Sech (com part. de Darell, Nicky Jam, Ozuna, Anuel AA) – "Otro Trago" | - Ellie Goulding x Diplo (com part. de Swae Lee) "Close to Me" - Black Eyed Peas x J Balvin - "Ritmo (Bad Boys for Life)" - Illenium & Jon Bellion – "Good Things Fall Apart" - Kygo x Whitney Houston – "Higher Love" - Marshmello (com part. de Chvrches) – "Here with Me" | - For King & Country – "God Only Knows" - Bethel Music, Jonathan David & Melissa Helser – "Raise a Hallelujah" - Casting Crowns (com part. deMatthew West) – "Nobody" - Lauren Daigle – "Rescue" - Kanye West – "Follow God" |
| Melhor Canção Gospel | Prêmio Ícone (apresentado por Cher) | Prêmio Change Maker (apresentado por Keisha Bottoms) |
| - Kanye West – "Follow God" - Kirk Franklin – "Love Theory" - Kanye West – "Closed on Sunday" - Kanye West – "On God" - Kanye West — "Selah" | Garth Brooks | Killer Mike |